# Investors Group Field
Investors Group Field är ett stadion i Winnipeg, Manitoba, Kanada. Stadionet har en kapacitet på 33 422.